# Kamienica Pod Okiem Opatrzności w Pszczynie
Kamienica Pod Okiem Opatrzności – XVIII-wieczna, barokowa kamienica przy ulicy Ratuszowej 2 w Pszczynie.
Piętrowa, podpiwniczona, z sienią na dłuższej osi budynku. Elewacja frontowa czteroosiowa. Sień i część izb przyziemia sklepione. Portal do sieni zamknięty łukiem spłaszczonym z kluczem, z wydzielonym nadświetlem, zwieńczony jest trójkątnym, wygiętym belkowaniem wspartym na esownicach. W polu pod belkowaniem przedstawienie oka opatrzności, skąd nazwa kamienicy. Okna w obramieniach uszatych z kroplami. Drzwi klepkowe z antabami. Dach trójspadowy. Od strony placu kościelnego niewielki dziedziniec okolony murem; w murze brama wjazdowa zamknięta półkoliście.